# Ф'яно
Ф'яно (італ. Fiano, п'єм. Fian) — муніципалітет в Італії, у регіоні П'ємонт,  метрополійне місто Турин.
Ф'яно розташоване на відстані близько 550 км на північний захід від Рима, 22 км на північний захід від Турина.
Населення — 2683 особи (2014).
Щорічний фестиваль відбувається першої неділі жовтня. Покровитель — святий Дезидерій.

## Демографія
Населення за роками:

Станом на 1 січня 2023 року в муніципалітеті офіційно проживало 120 іноземців з 20 країн, серед них 85 громадян країн Євросоюзу та 5 громадян України.

## Сусідні муніципалітети
- Кафассе
- Друенто
- Джерманьяно
- Ла-Касса
- Ноле
- Робассомеро
- Валло-Торинезе
- Варизелла
- Вілланова-Канавезе